# Blå moskén, Jerevan
Blå moskén, också känd som Gyok Jami (armeniska: Կապույտ Մզկիթ, Kapuyt Mzkit or Գյոյ Մզկիթ, Gyoy Mzkit; azeriska: Göy məscid; turkiska: Gök Camii, Gyok Jami; persiska: مسجد کبود, Masjed-i Kabud), är en moské i Armeniens huvudstad Jerevan. Den byggdes 1766 under Hussein Ali, Jerevans dåvarande khan (och kallas därför ibland "Hussein Alis moské").